# Retevisión
Retevisión es una empresa de telecomunicaciones, actualmente integrada en el grupo Cellnex Telecom, encargada de transmitir las señales de televisión y radio en España. 

## Historia
Retevisión nació en 1989.  Su misión original era proporcionar el transporte de las señales de televisión y radio en el conjunto del territorio español, labor que hasta ese momento llevaba a cabo Radiotelevisión Española. 
A finales de los 90, Retevisión, acrónimo de Red Técnica Española de Televisión, recibió el encargo del gobierno de plantearse como la alternativa a Telefónica, el operador de telecomunicaciones líder del país, para motivar el mercado y amenizar la competencia. A partir de entonces la popularidad de la empresa empezó a ascender y, en poco tiempo, pasó a ser una de las empresas más reconocidas por los españoles, gracias en buena parte a su excelente trabajo publicitario.
Torrespaña, más conocida como el Pirulí, es uno de los iconos más representativos de la Retevisión originaria. Esta madrileña torre de comunicaciones fue construida para los mundiales de fútbol de 1982, para entonces como centro nodal nacional de la red de radioenlacies de RTVE. Junto a la torre de Collserola (construida para los Juegos Olímpicos de Barcelona de 1992), han sido dos de los activos más representativos de la marca.
Retevisión adquiere el 25% del capital de Hispasat. La compañía participa en Torre Collserola, el complejo de comunicaciones de Barcelona, que desempeñó un papel clave en la cobertura de los Juegos Olímpicos de 1992 y que hoy es centro nadal de Retevisión en Barcelona. 
En 1996, el gobierno del Partido Popular decidió iniciar la privatización del mercado español de telefonía fija, para lo cual concedió una licencia de acceso indirecto a Retevisión. En 1997 se decidió trasladar la sede de la empresa de Madrid a Barcelona, donde permanecería definitivamente. Ese mismo año Retevisión fue adquirida por Telecom Italia y las empresas eléctricas Endesa y Unión Fenosa, produciéndose su lanzamiento comercial finalmente en enero de 1998. 
Retevisión contaba con una red troncal y una red de acceso propia que utilizaba con clientes corporativos. En concreto, ofrecía su servicio mediante despliegues de tecnología radio LMDS, radioenlaces dedicados, y en menor medida, con fibra óptica. Sin embargo, la empresa operaba con acceso indirecto con los clientes no corporativos. Los usuarios entraban a la red troncal a través del bucle de abonado de Telefónica (cables de cobre que llegaban a los hogares) y debían anteponer el prefijo 050, que más adelante fue sustituido por el 1050. Cuando las llamadas llegaban a las dependencias de Telefónica, eran redirigidas hacia la red troncal de Retevisión. Además, en un principio, con Retevisión solo podían realizarse llamadas interprovinciales. Más adelante, con la progresiva apertura del mercado, se produjo la liberalización completa y en septiembre de 1998 se abrieron también las llamadas provinciales.

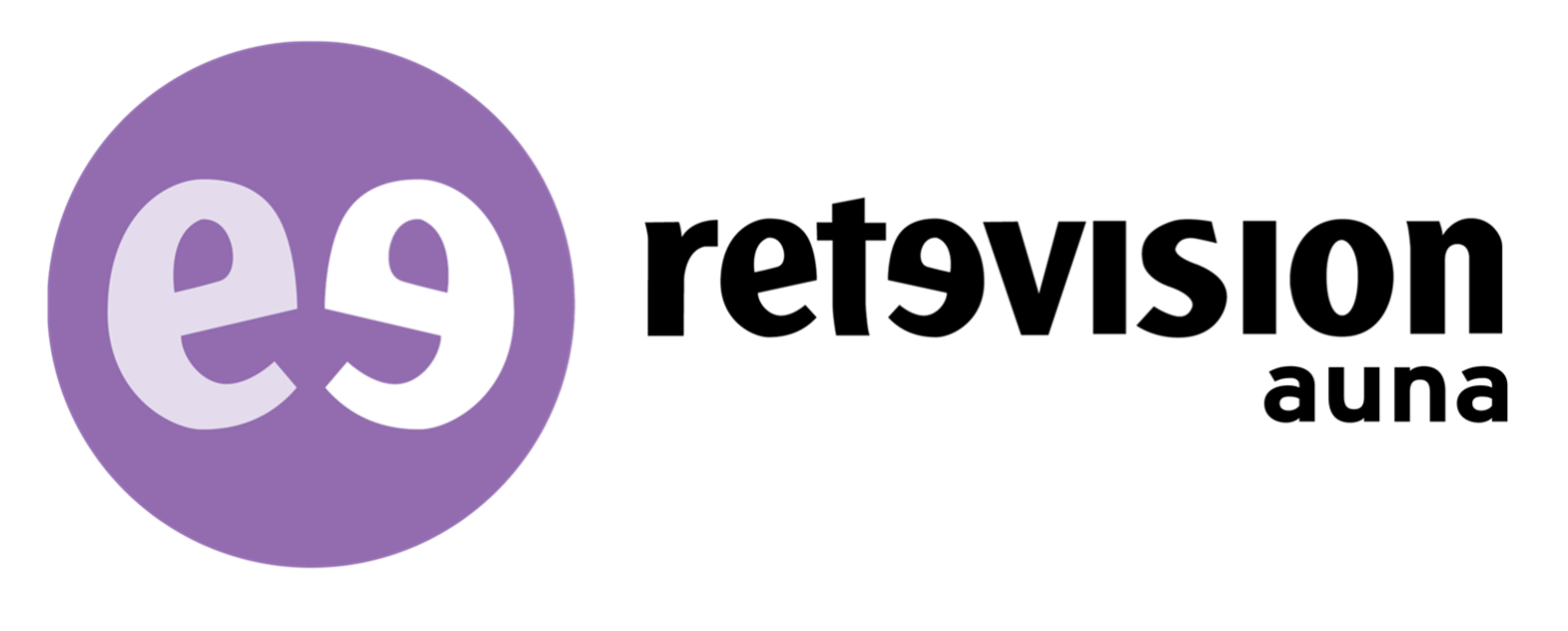
Logotipo de Retevisión cuando pertenecía a Auna.

La nueva imagen corporativa, desarrollada por Addison España (Al igual que el logo de Auna en 2003), se explica por el cambio de naturaleza de la compañía. Retevisión es ya el nuevo operador global de comunicaciones. el logotipo representa una nueva forma de actuar en el sector.
El nuevo símbolo (dos letras “e”) representa a dos personas en comunicación. Se basa, fundamentalmente, en el cliente y en el lado humano de la comunicación. alejándose, por tanto, de los códigos tradicionales del sector. La compañía abandona las letras versales y su nombre, a partir de ahora, se reproducirá en caja baja.
Uno de los anuncios de Retevisión estaba inspirado en La Cabina, protagonizada por José Luis López Vázquez y dirigido por Antonio Mercero, con el objetivo de poner fin al monopolio de Telefónica en el sector de las telecomunicaciones en España. Retevisión fue el primer operador fijo alternativo.
En 1998, José Luis López Vázquez protagonizó un anuncio de Retevisión, en el cual la puerta de la cabina se abría y podía salir al exterior. Esto simbolizaba el final del monopolio de Telefónica y la liberalización del mercado de la telefonía en España. Sin embargo los directivos no pidieron permiso a Mercero para llevar a cabo al anuncio por lo que interpuso una denuncia contra los directivos de Retevisión. Finalmente los directivos afirmaron que sí que estaba basado en el mediometraje y no llegó a celebrarse el litigio.
Retevisión ha elegido un color corporativo muy distinto al utilizado por las compañías del sector, lo que permitirá diferenciar a Retevisión de otras empresas de telecomunicaciones. Este signo distintivo le otorga a Retevisión un carácter único.
Ese mismo año, Retevisión compró las empresas pioneras de internet en España Servicom y RedesTB, y lanzó su propio proveedor de servicios de Internet (ISP) bajo la marca Iddeo. Inicialmente Iddeo daba servicios tanto para particulares como para empresas, pero a los pocos meses se creó otro ente llamado Alehop para gestionar los servicios para particulares, siendo renombrado más tarde como EresMas.
A partir de ese momento, Retevisión comenzó a operar sin red fija, es decir, tenía que utilizar la de Telefónica. En el año 1998 Retevisión compró Servicom y RedesTB, empresas pioneras de Internet en España.
Además, lanzó Iddeo, su proveedor de Internet y, unos meses después, Alehop para los servicios a particulares (más tarde se llamaría EresMas).
Finalmente, en 1999, Retevisión comenzó a operar en telefonía móvil bajo la marca Amena y a través de su filial Retevisión Móvil.
El cambio de siglo también supuso un cambio en la historia de Retevisión. En octubre de 2002 se produce la fusión entre Retevisión y AunaCable, formándose la empresa de telecomunicaciones Grupo Auna. De esta manera, el grupo quedó formado por Amena (ofrecía telefonía móvil), Auna (fijo y ADSL) y AunaCable (televisión por cable).
En junio de 1998, la empresa obtuvo licencia para telefonía móvil, empezando a operar en 1999 bajo la marca Amena a través de su filial Retevisión Móvil.
Retevisión fue un participante importante en Quiero TV, actuando como su principal accionista y liderando el despliegue de esta plataforma de televisión digital terrestre en España.
Retevisión instaló una cabina pública, la primera en toda España que no pertenecía al exmonopolio. Su principal atractivo residía, no sólo en su atractivo diseño, sino en sus ventajas: cobro por segundos, aceptación de pesetas, euros, dólares y tarjetas de crédito, devolución del cambio, selección de idiomas (catalán, castellano, francés, inglés, italiano y alemán), elaborada con material reciclable y blindada a actos vandálicos, pero no salió a la luz.
Retevisión se veía capacitada para liderar este proyecto debido a su amplia experiencia en el transporte de la señal televisiva y disponía de suficiente infraestructura y equipamiento para no fracasar en el intento. Quiero vio la luz por primera vez el 5 de mayo de 2000, con atractivas y potentes ofertas comerciales que entusiasmaron a un gran número de españoles. El 30 de junio de 2002, poco más de dos años después de su puesta a punto, la innovadora plataforma televisiva cesó sus emisiones tras no poder alzanzar los objetivos financieros que esperaban sus accionistas.

### Fusión en Auna
La marca Retevisión se abandonó en 2002 en favor de Auna, tras producirse la fusión entre Retevisión y el operador de cable AunaCable, entrando a formar parte del Grupo Auna.
Dentro del conglomerado del grupo, la división portadora de la señal televisiva, adoptó el nombre de Retevisión-Audiovisual para diferenciarla del resto de la compañía que operaba especialmente en el sector de la telefonía mediante el cable, la línea telefónica y la red móvil.
Retevisión-Audiovisual fue vendida a finales de 2003 a Abertis Telecom por 423 millones de euros. Su incorporación al grupo de infraestructuras se hizo efectiva en 2004. De este modo, la empresa catalana se hacía propietaria de la red técnica de televisión de toda España, ya que hasta entonces disponía de la red de Tradia, la operadora que transportaba la señal televisiva de los canales propiedad de la Generalitat de Catalunya.
Tras la absorción en 2005 del negocio de televisión por cable, telefonía fija e Internet de Auna por parte del operador ONO, el negocio audiovisual de Retevisión como transmisora de las señales de radio y televisión pasa a formar parte del grupo Abertis Telecom, que en 2014 pasa a llamarse Cellnex Telecom.
En 2005, el Grupo Auna desaparece finalmente al comprar France Télécom su división de telefonía móvil Amena, quien unifica posteriormente en 2006 sus marcas Amena y Wanadoo bajo el nombre Orange, nombre de su marca comercial unificada en Europa.